# N138 (België)
De N138 is een gewestweg in de Belgische provincie Antwerpen en verbindt de N128 in Meerle, een deelgemeente van Hoogstraten met de Nederlandse grens bij Chaam. De totale lengte van de N138 bedraagt een kleine 2 kilometer.